# Spelartrupper under världsmästerskapet i fotboll 1966
Världsmästerskapet i fotboll 1966: Spelartrupper

## Grupp A

### England
Förbundskapten: Alf Ramsey
| Nr | Pos. | Namn           | Födelsedatum (ålder) | Matcher | Mål |         | Klubb                   |
| -- | ---- | -------------- | -------------------- | ------- | --- | ------- | ----------------------- |
| 1  | MV   | Gordon Banks   | 30 december 1937     | 27      |     | England | Leicester City          |
| 2  | F    | George Cohen   | 22 oktober 1939      | 24      |     | England | Fulham                  |
| 3  | F    | Ray Wilson     | 17 december 1934     | 45      |     | England | Everton                 |
| 4  | MF   | Nobby Stiles   | 18 maj 1942          | 14      |     | England | Manchester United       |
| 5  | F    | Jack Charlton  | 8 maj 1935           | 16      |     | England | Leeds United            |
| 6  | F    | Bobby Moore    | 12 april 1941        | 41      |     | England | West Ham United         |
| 7  | MF   | Alan Ball      | 12 maj 1945          | 10      |     | England | Blackpool               |
| 8  | A    | Jimmy Greaves  | 20 februari 1940     | 51      |     | England | Tottenham Hotspur       |
| 9  | MF   | Bobby Charlton | 11 oktober 1937      | 68      |     | England | Manchester United       |
| 10 | A    | Geoff Hurst    | 8 december 1941      | 4       |     | England | West Ham United         |
| 11 | A    | John Connelly  | 18 juli 1938         | 19      |     | England | Manchester United       |
| 12 | MV   | Ron Springett  | 22 juli 1935         | 33      |     | England | Sheffield Wednesday     |
| 13 | MV   | Peter Bonetti  | 27 september 1941    | 1       |     | England | Chelsea                 |
| 14 | F    | Jimmy Armfield | 21 september 1935    | 43      |     | England | Blackpool               |
| 15 | F    | Gerry Byrne    | 29 augusti 1938      | 2       |     | England | Liverpool               |
| 16 | MF   | Martin Peters  | 8 november 1943      | 3       |     | England | West Ham United         |
| 17 | F    | Ron Flowers    | 28 juli 1934         | 49      |     | England | Wolverhampton Wanderers |
| 18 | F    | Norman Hunter  | 24 oktober 1943      | 4       |     | England | Leeds United            |
| 19 | A    | Terry Paine    | 23 mars 1939         | 18      |     | England | Southampton             |
| 20 | MF   | Ian Callaghan  | 10 april 1942        | 1       |     | England | Liverpool               |
| 21 | A    | Roger Hunt     | 20 juli 1938         | 13      |     | England | Liverpool               |
| 22 | MF   | George Eastham | 23 september 1936    | 19      |     | England | Arsenal                 |

### Frankrike
Förbundskapten: Henri Guérin
| Nr | Pos. | Namn                | Födelsedatum (ålder) | Matcher | Mål |           | Klubb          |
| -- | ---- | ------------------- | -------------------- | ------- | --- | --------- | -------------- |
| 1  | MV   | Marcel Aubour       | 17 juni 1940         | 11      |     | Frankrike | Lyon           |
| 2  | F    | Marcel Artelesa     | 2 juli 1938          | 17      |     | Frankrike | Monaco         |
| 3  | A    | Edmond Baraffe      | 19 oktober 1942      | 3       |     | Frankrike | Toulouse       |
| 4  | MF   | Joseph Bonnel       | 4 januari 1939       | 18      |     | Frankrike | Valenciennes   |
| 5  | F    | Bernard Bosquier    | 19 juni 1942         | 9       |     | Frankrike | Sochaux        |
| 6  | F    | Robert Budzynski    | 21 maj 1940          | 4       |     | Frankrike | Nantes         |
| 7  | F    | André Chorda        | 20 februari 1938     | 20      |     | Frankrike | Bordeaux       |
| 8  | A    | Nestor Combin       | 29 december 1940     | 6       |     | Italien   | Varese         |
| 9  | A    | Didier Couécou      | 25 juli 1944         | 0       |     | Frankrike | Bordeaux       |
| 10 | F    | Héctor De Bourgoing | 23 juli 1934         | 2       |     | Frankrike | Bordeaux       |
| 11 | F    | Gabriel De Michele  | 6 mars 1941          | 0       |     | Frankrike | Nantes         |
| 12 | F    | Jean Djorkaeff      | 27 oktober 1939      | 7       |     | Frankrike | Lyon           |
| 13 | A    | Philippe Gondet     | 17 maj 1942          | 5       |     | Frankrike | Nantes         |
| 14 | A    | Gérard Hausser      | 18 mars 1939         | 9       |     | Frankrike | Strasbourg     |
| 15 | MF   | Yves Herbet         | 17 augusti 1945      | 4       |     | Frankrike | Sedan          |
| 16 | MF   | Robert Herbin       | 30 mars 1939         | 17      |     | Frankrike | Saint-Étienne  |
| 17 | MF   | Lucien Muller       | 3 september 1934     | 16      |     | Spanien   | Barcelona      |
| 18 | F    | Jean-Claude Piumi   | 27 maj 1940          | 2       |     | Frankrike | Valenciennes   |
| 19 | A    | Laurent Robuschi    | 5 oktober 1935       | 4       |     | Frankrike | Bordeaux       |
| 20 | MF   | Jacques Simon       | 25 mars 1941         | 5       |     | Frankrike | Nantes         |
| 21 | MV   | Georges Carnus      | 13 augusti 1942      | 1       |     | Frankrike | Stade Français |
| 22 | MV   | Johnny Schuth       | 7 december 1941      | 0       |     | Frankrike | Strasbourg     |

### Mexiko
Förbundskapten: Ignacio Tréllez
| Nr | Pos. | Namn                | Födelsedatum (ålder) | Matcher | Mål |        | Klubb                  |
| -- | ---- | ------------------- | -------------------- | ------- | --- | ------ | ---------------------- |
| 1  | MV   | Antonio Carbajal    | 7 juni 1929          |         |     | Mexiko | Club León              |
| 2  | F    | Arturo Chaires      | 14 mars 1937         |         |     | Mexiko | Guadalajara            |
| 3  | F    | Gustavo Peña        | 22 november 1941     |         |     | Mexiko | Oro                    |
| 4  | F    | Jesús del Muro      | 30 november 1937     |         |     | Mexiko | Veracruz               |
| 5  | MF   | Ignacio Jáuregui    | 31 juli 1938         |         |     | Mexiko | Monterrey              |
| 6  | MF   | Isidoro Díaz        | 14 mars 1940         |         |     | Mexiko | Guadalajara            |
| 7  | A    | Felipe Ruvalcaba    | 16 februari 1941     |         |     | Mexiko | Oro                    |
| 8  | A    | Aarón Padilla       | 10 juli 1942         |         |     | Mexiko | UNAM Pumas             |
| 9  | MF   | Ernesto Cisneros    | 26 oktober 1940      |         |     | Mexiko | Atlas                  |
| 10 | A    | Javier Fragoso      | 19 april 1942        |         |     | Mexiko | Club América           |
| 11 | A    | Francisco Jara      | 3 februari 1941      |         |     | Mexiko | Universidad Nuevo León |
| 12 | MV   | Ignacio Calderón    | 13 december 1943     |         |     | Mexiko | Guadalajara            |
| 13 | MF   | José Luis González  | 14 september 1942    |         |     | Mexiko | Club Necaxa            |
| 14 | F    | Gabriel Núñez       | 6 februari 1942      |         |     | Mexiko | Zacatepec              |
| 15 | MF   | Guillermo Hernández | 25 juni 1942         |         |     | Mexiko | Atlas                  |
| 16 | MF   | Luis Regueiro       | 22 december 1943     |         |     | Mexiko | UNAM Pumas             |
| 17 | MF   | Magdaleno Mercado   | 4 april 1944         |         |     | Mexiko | Atlas                  |
| 18 | A    | Elías Muñoz         | 3 november 1941      |         |     | Mexiko | Universidad Nuevo León |
| 19 | A    | Salvador Reyes      | 20 september 1936    |         |     | Mexiko | Guadalajara            |
| 20 | A    | Enrique Borja       | 20 december 1945     |         |     | Mexiko | UNAM Pumas             |
| 21 | A    | Ramiro Navarro      | 25 maj 1943          |         |     | Mexiko | Oro                    |
| 22 | MV   | Javier Vargas       | 22 november 1941     |         |     | Mexiko | Atlas                  |

### Uruguay
Förbundskapten: Ondino Viera
| Nr | Pos. | Namn                  | Födelsedatum (ålder) | Matcher | Mål |         | Klubb             |
| -- | ---- | --------------------- | -------------------- | ------- | --- | ------- | ----------------- |
| 1  | MV   | Ladislao Mazurkiewicz | 14 februari 1945     | 6       |     | Uruguay | Peñarol           |
| 2  | F    | Horacio Troche        | 14 februari 1936     | 25      |     | Uruguay | Cerro             |
| 3  | F    | Jorge Manicera        | 4 november 1938      | 15      |     | Uruguay | Nacional          |
| 4  | MF   | Pablo Forlán          | 14 juli 1945         | 2       |     | Uruguay | Peñarol           |
| 5  | F    | Néstor Gonçalves      | 27 april 1936        | 37      |     | Uruguay | Peñarol           |
| 6  | MF   | Omar Caetano          | 8 november 1938      | 12      |     | Uruguay | Peñarol           |
| 7  | MF   | Julio César Cortéz    | 29 mars 1941         | 12      |     | Uruguay | Peñarol           |
| 8  | A    | José Urruzmendi       | 25 augusti 1944      | 12      |     | Uruguay | Nacional          |
| 9  | A    | José Sasía            | 27 december 1933     | 43      |     | Uruguay | Defensor Sporting |
| 10 | A    | Pedro Rocha           | 3 december 1942      | 20      |     | Uruguay | Peñarol           |
| 11 | A    | Domingo Pérez         | 7 juni 1936          | 19      |     | Uruguay | Nacional          |
| 12 | MV   | Roberto Sosa          | 14 juni 1935         | 19      |     | Uruguay | Nacional          |
| 13 | F    | Nelson Díaz           | 12 januari 1942      | 8       |     | Uruguay | Peñarol           |
| 14 | F    | Emilio Álvarez        | 10 februari 1939     | 15      |     | Uruguay | Nacional          |
| 15 | F    | Luis Ubiñas           | 7 juni 1940          | 4       |     | Uruguay | Rampla Juniors    |
| 16 | F    | Eliseo Álvarez        | 9 augusti 1940       | 6       |     | Uruguay | Rampla Juniors    |
| 17 | MF   | Héctor Salva          | 27 november 1939     | 8       |     | Uruguay | Danubio           |
| 18 | A    | Milton Viera          | 11 maj 1946          | 2       |     | Uruguay | Nacional          |
| 19 | MF   | Héctor Silva          | 1 februari 1940      | 18      |     | Uruguay | Peñarol           |
| 20 | F    | Luis Ramos            | 9 oktober 1939       | 2       |     | Uruguay | Nacional          |
| 21 | MF   | Víctor Espárrago      | 6 oktober 1944       | 6       |     | Uruguay | Nacional          |
| 22 | MV   | Walter Taibo          | 7 mars 1931          | 31      |     | Uruguay | Peñarol           |

## Grupp B

### Argentina
Förbundskapten: Juan Carlos Lorenzo
| Nr | Pos. | Namn                | Födelsedatum (ålder) | Matcher | Mål |           | Klubb         |
| -- | ---- | ------------------- | -------------------- | ------- | --- | --------- | ------------- |
| 1  | MV   | Antonio Roma        | 13 juli 1932         |         |     | Argentina | Boca Juniors  |
| 2  | A    | Oscar Más           | 29 oktober 1946      |         |     | Argentina | River Plate   |
| 3  | A    | Aníbal Tarabini     | 4 augusti 1941       |         |     | Argentina | Independiente |
| 4  | F    | Roberto Perfumo     | 3 oktober 1942       |         |     | Argentina | Racing Club   |
| 5  | MF   | José Varacka        | 27 maj 1932          |         |     | Argentina | San Lorenzo   |
| 6  | MF   | Oscar Calics        | 18 november 1939     |         |     | Argentina | San Lorenzo   |
| 7  | F    | Silvio Marzolini    | 4 oktober 1940       |         |     | Argentina | Boca Juniors  |
| 8  | F    | Roberto Ferreiro    | 25 april 1935        |         |     | Argentina | Independiente |
| 9  | MF   | Carmelo Simeone     | 22 september 1934    |         |     | Argentina | Boca Juniors  |
| 10 | MF   | Antonio Rattín      | 16 maj 1937          |         |     | Argentina | Boca Juniors  |
| 11 | MF   | José Omar Pastoriza | 23 maj 1942          |         |     | Argentina | Independiente |
| 12 | MF   | Rafael Albrecht     | 23 augusti 1941      |         |     | Argentina | San Lorenzo   |
| 13 | F    | Nelson López        | 24 juni 1941         |         |     | Argentina | Banfield      |
| 14 | A    | Mario Chaldú        | 6 juni 1942          |         |     | Argentina | San Lorenzo   |
| 15 | MF   | Jorge Solari        | 11 november 1941     |         |     | Argentina | River Plate   |
| 16 | A    | Alberto González    | 21 augusti 1941      |         |     | Argentina | Boca Juniors  |
| 17 | MF   | Juan Carlos Sarnari | 22 januari 1942      |         |     | Argentina | River Plate   |
| 18 | A    | Alfredo Rojas       | 20 februari 1937     |         |     | Argentina | Boca Juniors  |
| 19 | MF   | Luis Artime         | 2 december 1938      |         |     | Argentina | Independiente |
| 20 | A    | Ermindo Onega       | 30 april 1940        |         |     | Argentina | River Plate   |
| 21 | MV   | Rolando Irusta      | 27 mars 1938         |         |     | Argentina | Lanús         |
| 22 | MV   | Hugo Gatti          | 19 augusti 1944      |         |     | Argentina | River Plate   |

### Spanien
Förbundskapten: José Villalonga
| Nr | Pos. | Namn              | Födelsedatum (ålder) | Matcher | Mål |         | Klubb           |
| -- | ---- | ----------------- | -------------------- | ------- | --- | ------- | --------------- |
| 1  | MV   | José Ángel Iribar | 1 mars 1943          | 9       |     | Spanien | Athletic Bilbao |
| 2  | F    | Manuel Sanchís    | 26 mars 1938         | 2       |     | Spanien | Real Madrid     |
| 3  | F    | Eladio            | 18 november 1940     | 1       |     | Spanien | Barcelona       |
| 4  | MF   | Luis del Sol      | 6 april 1935         | 14      |     | Italien | Juventus        |
| 5  | MF   | Ignacio Zoco      | 31 juli 1939         | 19      |     | Spanien | Real Madrid     |
| 6  | F    | Jesús Glaría      | 2 januari 1942       | 7       |     | Spanien | Atlético Madrid |
| 7  | MF   | José Ufarte       | 17 maj 1941          | 6       |     | Spanien | Atlético Madrid |
| 8  | MF   | Amancio           | 16 oktober 1939      | 9       |     | Spanien | Real Madrid     |
| 9  | A    | Marcelino         | 29 april 1940        | 12      |     | Spanien | Real Zaragoza   |
| 10 | A    | Luis Suárez       | 2 maj 1935           | 29      |     | Italien | Inter           |
| 11 | A    | Francisco Gento   | 21 oktober 1933      | 36      |     | Spanien | Real Madrid     |
| 12 | MV   | Antonio Betancort | 13 mars 1938         | 2       |     | Spanien | Real Madrid     |
| 13 | MV   | Miguel Reina      | 24 januari 1946      | 0       |     | Spanien | Córdoba         |
| 14 | F    | Feliciano Rivilla | 21 augusti 1936      | 26      |     | Spanien | Atlético Madrid |
| 15 | F    | Severino Reija    | 25 november 1938     | 11      |     | Spanien | Real Zaragoza   |
| 16 | A    | Ferran Olivella   | 22 juni 1936         | 18      |     | Spanien | Barcelona       |
| 17 | MF   | Gallego           | 4 mars 1944          | 0       |     | Spanien | Barcelona       |
| 18 | MF   | Pirri             | 11 mars 1945         | 0       |     | Spanien | Real Madrid     |
| 19 | A    | Josep Maria Fusté | 15 april 1941        | 5       |     | Spanien | Barcelona       |
| 20 | MF   | Joaquín Peiró     | 29 januari 1936      | 10      |     | Italien | Inter           |
| 21 | MF   | Adelardo          | 26 september 1939    | 10      |     | Spanien | Atlético Madrid |
| 22 | A    | Carlos Lapetra    | 29 november 1938     | 12      |     | Spanien | Real Zaragoza   |

### Schweiz
Förbundskapten:  Alfredo Foni
| Nr | Pos. | Namn                     | Födelsedatum (ålder) | Matcher | Mål |         | Klubb             |
| -- | ---- | ------------------------ | -------------------- | ------- | --- | ------- | ----------------- |
| 1  | MV   | Karl Elsener             | 13 augusti 1934      | 32      |     | Schweiz | Lausanne          |
| 2  | F    | Willy Allemann           | 10 juni 1942         | 1       |     | Schweiz | Grenchen          |
| 3  | F    | Kurt Armbruster          | 16 september 1934    | 3       |     | Schweiz | Lausanne          |
| 4  | MF   | Heinz Bäni               | 18 november 1936     | 7       |     | Schweiz | Zürich            |
| 5  | F    | René Brodmann            | 25 oktober 1933      | 3       |     | Schweiz | Zürich            |
| 6  | MF   | Richard Dürr             | 1 december 1938      | 17      |     | Schweiz | Lausanne          |
| 7  | MF   | Hansruedi Führer         | 24 december 1937     | 6       |     | Schweiz | Young Boys        |
| 8  | MF   | Vittore Gottardi         | 24 september 1941    | 0       |     | Schweiz | Lugano            |
| 9  | MF   | André Grobéty            | 22 juni 1933         | 39      |     | Schweiz | Lausanne          |
| 10 | A    | Robert Hosp              | 13 december 1939     | 11      |     | Schweiz | Lausanne          |
| 11 | A    | Jakob Kuhn               | 12 oktober 1943      | 18      |     | Schweiz | Zürich            |
| 12 | MV   | Léo Eichmann             | 24 december 1936     | 1       |     | Schweiz | La Chaux-de-Fonds |
| 13 | A    | Fritz Künzli             | 8 januari 1946       | 2       |     | Schweiz | Zürich            |
| 14 | F    | Werner Leimgruber        | 2 september 1934     | 9       |     | Schweiz | Zürich            |
| 15 | MF   | Karl Odermatt            | 17 december 1942     | 6       |     | Schweiz | Basel             |
| 16 | A    | René-Pierre Quentin      | 5 augusti 1943       | 7       |     | Schweiz | Sion              |
| 17 | A    | Jean-Claude Schindelholz | 11 oktober 1940      | 10      |     | Schweiz | Servette          |
| 18 | F    | Heinz Schneiter          | 12 april 1935        | 43      |     | Schweiz | Young Boys        |
| 19 | MF   | Xavier Stierli           | 29 oktober 1940      | 7       |     | Schweiz | Zürich            |
| 20 | F    | Ely Tacchella            | 25 maj 1936          | 26      |     | Schweiz | Lausanne          |
| 21 | MF   | Georges Vuilleumier      | 21 september 1944    | 5       |     | Schweiz | Lausanne          |
| 22 | MV   | Mario Prosperi           | 4 augusti 1945       | 3       |     | Schweiz | Lugano            |

### Västtyskland
Förbundskapten: Helmut Schön
| Nr | Pos. | Namn                    | Födelsedatum (ålder) | Matcher | Mål |          | Klubb               |
| -- | ---- | ----------------------- | -------------------- | ------- | --- | -------- | ------------------- |
| 1  | MV   | Hans Tilkowski          | 12 juli 1935         | 32      |     | Tyskland | Borussia Dortmund   |
| 2  | F    | Horst-Dieter Höttges    | 10 september 1943    | 13      |     | Tyskland | Werder Bremen       |
| 3  | F    | Karl-Heinz Schnellinger | 31 mars 1939         | 31      |     | Italien  | Milan               |
| 4  | MF   | Franz Beckenbauer       | 11 september 1945    | 8       |     | Tyskland | Bayern München      |
| 5  | F    | Willi Schulz            | 4 oktober 1938       | 31      |     | Tyskland | Hamburg             |
| 6  | F    | Wolfgang Weber          | 26 juni 1944         | 12      |     | Tyskland | Köln                |
| 7  | MF   | Albert Brülls           | 26 mars 1937         | 23      |     | Italien  | Brescia             |
| 8  | A    | Helmut Haller           | 21 juli 1939         | 22      |     | Italien  | Bologna             |
| 9  | A    | Uwe Seeler              | 5 november 1936      | 48      |     | Tyskland | Hamburg             |
| 10 | A    | Sigfried Held           | 7 augusti 1942       | 4       |     | Tyskland | Borussia Dortmund   |
| 11 | A    | Lothar Emmerich         | 29 november 1941     | 1       |     | Tyskland | Borussia Dortmund   |
| 12 | MF   | Wolfgang Overath        | 29 september 1943    | 16      |     | Tyskland | Köln                |
| 13 | A    | Heinz Hornig            | 28 september 1937    | 7       |     | Tyskland | Köln                |
| 14 | F    | Friedel Lutz            | 21 januari 1939      | 11      |     | Tyskland | Eintracht Frankfurt |
| 15 | F    | Bernd Patzke            | 14 mars 1943         | 2       |     | Tyskland | 1860 München        |
| 16 | MF   | Max Lorenz              | 19 augusti 1939      | 7       |     | Tyskland | Werder Bremen       |
| 17 | F    | Wolfgang Paul           | 25 januari 1940      | 0       |     | Tyskland | Borussia Dortmund   |
| 18 | F    | Klaus-Dieter Sieloff    | 27 februari 1942     | 8       |     | Tyskland | Stuttgart           |
| 19 | A    | Werner Krämer           | 26 april 1936        | 11      |     | Tyskland | Meidericher         |
| 20 | A    | Jürgen Grabowski        | 7 juli 1944          | 3       |     | Tyskland | Eintracht Frankfurt |
| 21 | MV   | Günter Bernard          | 4 november 1939      | 4       |     | Tyskland | Werder Bremen       |
| 22 | MV   | Sepp Maier              | 28 februari 1944     | 1       |     | Tyskland | Bayern München      |

## Grupp C

### Brasilien
Förbundskapten: Vicente Feola
| Nr | Pos. | Namn           | Födelsedatum (ålder) | Matcher | Mål |           | Klubb         |
| -- | ---- | -------------- | -------------------- | ------- | --- | --------- | ------------- |
| 1  | MV   | Gilmar         | 22 augusti 1930      |         |     | Brasilien | Santos        |
| 2  | F    | Djalma Santos  | 27 februari 1929     |         |     | Brasilien | Palmeiras     |
| 3  | F    | Fidélis        | 13 mars 1944         |         |     | Brasilien | Bangu         |
| 4  | F    | Bellini        | 7 juni 1930          |         |     | Brasilien | São Paulo     |
| 5  | F    | Brito          | 9 augusti 1939       |         |     | Brasilien | Vasco da Gama |
| 6  | F    | Altair         | 21 januari 1938      |         |     | Brasilien | Fluminense    |
| 7  | F    | Orlando        | 20 september 1935    |         |     | Brasilien | Santos        |
| 8  | F    | Paulo Henrique | 5 januari 1943       |         |     | Brasilien | Flamengo      |
| 9  | F    | Rildo          | 23 januari 1942      |         |     | Brasilien | Botafogo      |
| 10 | A    | Pelé           | 23 oktober 1940      |         |     | Brasilien | Santos        |
| 11 | MF   | Gérson         | 11 januari 1941      |         |     | Brasilien | Botafogo      |
| 12 | MV   | Manga          | 26 april 1937        |         |     | Brasilien | Botafogo      |
| 13 | MF   | Denílson       | 28 mars 1943         |         |     | Brasilien | Fluminense    |
| 14 | MF   | Lima           | 18 januari 1942      |         |     | Brasilien | Santos        |
| 15 | MF   | Zito           | 18 augusti 1932      |         |     | Brasilien | Santos        |
| 16 | A    | Garrincha      | 28 oktober 1933      |         |     | Brasilien | Corinthians   |
| 17 | A    | Jairzinho      | 25 december 1944     |         |     | Brasilien | Botafogo      |
| 18 | A    | Alcindo        | 16 december 1945     |         |     | Brasilien | Grêmio        |
| 19 | A    | Silva Batuta   | 2 januari 1940       |         |     | Brasilien | Flamengo      |
| 20 | MF   | Tostão         | 25 januari 1947      |         |     | Brasilien | Cruzeiro      |
| 21 | A    | Paraná         | 21 mars 1942         |         |     | Brasilien | São Paulo     |
| 22 | A    | Edu            | 22 augusti 1930      |         |     | Brasilien | Santos        |

### Bulgarien
Förbundskapten:  Rudolf Vytlačil
| Nr | Pos. | Namn                  | Födelsedatum (ålder) | Matcher | Mål |           | Klubb                  |
| -- | ---- | --------------------- | -------------------- | ------- | --- | --------- | ---------------------- |
| 1  | MV   | Georgi Najdenov       | 21 december 1931     | 44      |     | Bulgarien | CSKA Sofia             |
| 2  | F    | Aleksandar Sjalamanov | 4 september 1941     | 12      |     | Bulgarien | Slavija Sofia          |
| 3  | F    | Ivan Vutsov           | 14 december 1939     | 18      |     | Bulgarien | Levski Sofia           |
| 4  | F    | Boris Gaganelov       | 7 oktober 1941       | 20      |     | Bulgarien | CSKA Sofia (Lagkapten) |
| 5  | F    | Dimitar Penev         | 12 juli 1945         | 16      |     | Bulgarien | CSKA Sofia             |
| 6  | A    | Petar Zjekov          | 10 oktober 1944      | 4       |     | Bulgarien | Beroe Stara Zagora     |
| 7  | MF   | Dinko Dermendzjiev    | 2 juni 1941          | 6       |     | Bulgarien | Botev Plovdiv          |
| 8  | MF   | Stojan Kitov          | 27 augusti 1938      | 18      |     | Bulgarien | Spartak Sofia          |
| 9  | A    | Georgi Asparuhov      | 4 maj 1943           | 26      |     | Bulgarien | Levski Sofia           |
| 10 | F    | Dobromir Zhechev      | 12 november 1942     | 13      |     | Bulgarien | Spartak Sofia          |
| 11 | A    | Ivan Kolev            | 1 november 1930      | 67      |     | Bulgarien | CSKA Sofia             |
| 12 | MF   | Vasil Metodiev        | 6 januari 1935       | 17      |     | Bulgarien | Lokomotiv Sofia        |
| 13 | A    | Dimitar Jakimov       | 12 augusti 1941      | 34      |     | Bulgarien | CSKA Sofia             |
| 14 | A    | Nikola Kotkov         | 9 december 1938      | 16      |     | Bulgarien | Lokomotiv Sofia        |
| 15 | F    | Dimitar Largov        | 10 september 1936    | 17      |     | Bulgarien | Slavija Sofia          |
| 16 | A    | Aleksandar Kostov     | 5 mars 1938          | 7       |     | Bulgarien | Levski Sofia           |
| 17 | A    | Stefan Abadzjiev      | 3 juli 1934          | 25      |     | Bulgarien | Levski Sofia           |
| 18 | MF   | Evgeni Jantjovski     | 5 september 1939     | 8       |     | Bulgarien | Beroe Stara Zagora     |
| 19 | F    | Vidin Apostolov       | 17 oktober 1941      | 12      |     | Bulgarien | Botev Plovdiv          |
| 20 | MF   | Ivan Davidov          | 5 oktober 1943       | 0       |     | Bulgarien | Slavija Sofia          |
| 21 | MV   | Simeon Simeonov       | 26 april 1946        | 4       |     | Bulgarien | Slavija Sofia          |
| 22 | MV   | Ivan Dejanov          | 16 december 1937     | 8       |     | Bulgarien | Lokomotiv Sofia        |

### Ungern
Förbundskapten: Lajos Baróti
| Nr | Pos. | Namn               | Födelsedatum (ålder) | Matcher | Mål |        | Klubb             |
| -- | ---- | ------------------ | -------------------- | ------- | --- | ------ | ----------------- |
| 1  | MV   | Antal Szentmihályi | 3 juni 1937          | 20      |     | Ungern | Újpest Dózsa      |
| 2  | F    | Benő Káposzta      | 7 juni 1942          | 3       |     | Ungern | Újpest Dózsa      |
| 3  | F    | Sándor Mátrai      | 20 november 1932     | 71      |     | Ungern | Ferencváros       |
| 4  | F    | Kálmán Sóvári      | 21 december 1940     | 16      |     | Ungern | Újpest Dózsa      |
| 5  | F    | Kálmán Mészöly     | 16 juli 1941         | 37      |     | Ungern | Vasas             |
| 6  | MF   | Ferenc Sipos       | 13 december 1932     | 71      |     | Ungern | Budapest Honvéd   |
| 7  | A    | Ferenc Bene        | 17 december 1944     | 17      |     | Ungern | Újpest Dózsa      |
| 8  | MF   | Zoltán Varga       | 1 januari 1945       | 3       |     | Ungern | Ferencváros       |
| 9  | MF   | Flórián Albert     | 15 september 1941    | 51      |     | Ungern | Ferencváros       |
| 10 | A    | János Farkas       | 27 mars 1942         | 13      |     | Ungern | Vasas             |
| 11 | A    | Gyula Rákosi       | 9 oktober 1938       | 27      |     | Ungern | Ferencváros       |
| 12 | A    | Máté Fenyvesi      | 20 september 1933    | 76      |     | Ungern | Ferencváros       |
| 13 | MF   | Imre Mathesz       | 25 mars 1937         | 5       |     | Ungern | Vasas             |
| 14 | MF   | István Nagy        | 14 april 1939        | 19      |     | Ungern | MTK Hungária      |
| 15 | A    | Dezső Molnár       | 2 december 1939      | 1       |     | Ungern | Vasas             |
| 16 | A    | Lajos Tichy        | 21 mars 1935         | 71      |     | Ungern | Budapest Honvéd   |
| 17 | F    | Gusztáv Szepesi    | 17 juli 1939         | 2       |     | Ungern | Tatabánya Bányász |
| 18 | F    | Kálmán Ihász       | 6 december 1941      | 9       |     | Ungern | Vasas             |
| 19 | A    | Lajos Puskás       | 3 augusti 1944       | 2       |     | Ungern | Vasas             |
| 20 | A    | Antal Nagy         | 16 maj 1944          | 3       |     | Ungern | Budapest Honvéd   |
| 21 | MV   | József Gelei       | 29 juni 1938         | 7       |     | Ungern | Tatabánya Bányász |
| 22 | MV   | István Géczi       | 13 juni 1944         | 2       |     | Ungern | Ferencváros       |

### Portugal
Förbundskapten:  Otto Glória
| Nr | Pos. | Namn               | Födelsedatum (ålder) | Matcher | Mål |          | Klubb             |
| -- | ---- | ------------------ | -------------------- | ------- | --- | -------- | ----------------- |
| 1  | MV   | Américo            | 6 mars 1933          |         |     | Portugal | Porto             |
| 2  | F    | José Carlos        | 22 september 1941    |         |     | Portugal | Sporting Lissabon |
| 3  | F    | Alberto Festa      | 21 juli 1939         |         |     | Portugal | Porto             |
| 4  | F    | Vicente            | 24 september 1935    |         |     | Portugal | Belenenses        |
| 5  | F    | Germano            | 18 januari 1933      |         |     | Portugal | Benfica           |
| 6  | MF   | Fernando Peres     | 8 januari 1942       |         |     | Portugal | Sporting Lissabon |
| 7  | A    | Ernesto Figueiredo | 6 juli 1937          |         |     | Portugal | Sporting Lissabon |
| 8  | A    | João Lourenço      | 8 april 1942         |         |     | Portugal | Sporting Lissabon |
| 9  | MF   | Hilário            | 19 mars 1939         |         |     | Portugal | Sporting Lissabon |
| 10 | MF   | Mário Coluna       | 6 augusti 1935       |         |     | Portugal | Benfica           |
| 11 | MF   | António Simões     | 14 december 1943     |         |     | Portugal | Benfica           |
| 12 | MF   | José Augusto       | 13 april 1937        |         |     | Portugal | Benfica           |
| 13 | A    | Eusébio            | 25 januari 1942      |         |     | Portugal | Benfica           |
| 14 | MF   | Fernando Cruz      | 12 augusti 1940      |         |     | Portugal | Benfica           |
| 15 | A    | Manuel Duarte      | 20 maj 1943          |         |     | Portugal | Leixões           |
| 16 | MF   | Jaime Graça        | 10 januari 1942      |         |     | Portugal | Vitória Setúbal   |
| 17 | F    | João Morais        | 6 mars 1935          |         |     | Portugal | Sporting Lissabon |
| 18 | A    | José Torres        | 8 september 1938     |         |     | Portugal | Benfica           |
| 19 | MF   | Custódio Pinto     | 9 februari 1942      |         |     | Portugal | Porto             |
| 20 | F    | Alexandre Baptista | 17 februari 1941     |         |     | Portugal | Sporting Lissabon |
| 21 | MV   | Joaquim Carvalho   | 18 april 1937        |         |     | Portugal | Sporting Lissabon |
| 22 | MV   | José Pereira       | 15 september 1931    |         |     | Portugal | Belenenses        |

## Grupp D

### Chile
Förbundskapten: Luis Alamos
| Nr | Pos. | Namn              | Födelsedatum (ålder) | Matcher | Mål |       | Klubb                |
| -- | ---- | ----------------- | -------------------- | ------- | --- | ----- | -------------------- |
| 1  | MV   | Adán Godoy        | 26 november 1936     | 14      |     | Chile | Católica             |
| 2  | F    | Hugo Berly        | 31 december 1941     | 0       |     | Chile | Audax Italiano       |
| 3  | MF   | Carlos Campos     | 14 februari 1937     | 10      |     | Chile | Universidad de Chile |
| 4  | MF   | Humberto Cruz     | 8 december 1939      | 16      |     | Chile | Colo-Colo            |
| 5  | F    | Humberto Donoso   | 9 oktober 1938       | 14      |     | Chile | Universidad de Chile |
| 6  | F    | Luis Eyzaguirre   | 22 juni 1939         | 38      |     | Chile | Universidad de Chile |
| 7  | F    | Elías Figueroa    | 25 oktober 1946      | 7       |     | Chile | Santiago Wanderers   |
| 8  | A    | Alberto Fouilloux | 22 november 1940     | 36      |     | Chile | Universidad Católica |
| 9  | A    | Pedro Araya       | 23 januari 1942      | 20      |     | Chile | Universidad de Chile |
| 10 | MF   | Roberto Hodge     | 30 juli 1944         | 9       |     | Chile | Universidad de Chile |
| 11 | A    | Honorino Landa    | 1 juni 1942          | 23      |     | Chile | Green Cross Temuco   |
| 12 | MF   | Rubén Marcos      | 6 december 1942      | 17      |     | Chile | Universidad de Chile |
| 13 | MV   | Juan Olivares     | 20 februari 1941     | 4       |     | Chile | Santiago Wanderers   |
| 14 | MF   | Ignacio Prieto    | 23 september 1943    | 15      |     | Chile | Universidad Católica |
| 15 | MF   | Jaime Ramírez     | 14 augusti 1931      | 46      |     | Chile | Universidad de Chile |
| 16 | A    | Orlando Ramírez   | 7 maj 1943           | 11      |     | Chile | Universidad de Chile |
| 17 | MF   | Leonel Sánchez    | 25 april 1936        | 77      |     | Chile | Universidad de Chile |
| 18 | MF   | Armando Tobar     | 7 juni 1938          | 29      |     | Chile | Universidad Católica |
| 19 | A    | Francisco Valdés  | 19 mars 1943         | 11      |     | Chile | Colo-Colo            |
| 20 | F    | Alberto Valentini | 25 november 1938     | 17      |     | Chile | Colo-Colo            |
| 21 | F    | Hugo Villanueva   | 9 april 1939         | 15      |     | Chile | Universidad de Chile |
| 22 | A    | Guillermo Yávar   | 26 mars 1943         | 11      |     | Chile | Universidad de Chile |

### Italien
Förbundskapten: Edmondo Fabbri
| Nr | Pos. | Namn                 | Födelsedatum (ålder) | Matcher | Mål |         | Klubb      |
| -- | ---- | -------------------- | -------------------- | ------- | --- | ------- | ---------- |
| 1  | MV   | Enrico Albertosi     | 2 november 1939      | 10      |     | Italien | Fiorentina |
| 2  | MV   | Roberto Anzolin      | 18 april 1938        | 1       |     | Italien | Juventus   |
| 3  | MF   | Paolo Barison        | 23 juni 1936         | 7       |     | Italien | Roma       |
| 4  | MF   | Giacomo Bulgarelli   | 24 oktober 1940      | 24      |     | Italien | Bologna    |
| 5  | F    | Tarcisio Burgnich    | 25 april 1939        | 12      |     | Italien | Inter      |
| 6  | F    | Giacinto Facchetti   | 18 juli 1942         | 21      |     | Italien | Inter      |
| 7  | MF   | Romano Fogli         | 21 januari 1938      | 11      |     | Italien | Bologna    |
| 8  | F    | Aristide Guarneri    | 7 mars 1938          | 12      |     | Italien | Inter      |
| 9  | F    | Francesco Janich     | 27 mars 1937         | 5       |     | Italien | Bologna    |
| 10 | A    | Antonio Juliano      | 1 januari 1943       | 1       |     | Italien | Napoli     |
| 11 | F    | Spartaco Landini     | 31 januari 1944      | 1       |     | Italien | Inter      |
| 12 | MF   | Gianfranco Leoncini  | 25 september 1939    | 1       |     | Italien | Juventus   |
| 13 | MF   | Giovanni Lodetti     | 10 augusti 1942      | 12      |     | Italien | Milan      |
| 14 | A    | Sandro Mazzola       | 8 november 1942      | 19      |     | Italien | Inter      |
| 15 | A    | Luigi Meroni         | 24 februari 1943     | 5       |     | Italien | Torino     |
| 16 | A    | Ezio Pascutti        | 1 juni 1937          | 15      |     | Italien | Bologna    |
| 17 | MF   | Marino Perani        | 27 oktober 1939      | 2       |     | Italien | Bologna    |
| 18 | MV   | Pierluigi Pizzaballa | 14 september 1939    | 1       |     | Italien | Atalanta   |
| 19 | A    | Gianni Rivera        | 18 augusti 1943      | 23      |     | Italien | Milan      |
| 20 | A    | Francesco Rizzo      | 30 maj 1943          | 2       |     | Italien | Cagliari   |
| 21 | F    | Roberto Rosato       | 18 augusti 1943      | 12      |     | Italien | Torino     |
| 22 | F    | Sandro Salvadore     | 29 november 1939     | 27      |     | Italien | Juventus   |

### Nordkorea
Förbundskapten: Myung Rye-Hyun
| Nr | Pos. | Namn            | Födelsedatum (ålder) | Matcher | Mål |           | Klubb      |
| -- | ---- | --------------- | -------------------- | ------- | --- | --------- | ---------- |
| 1  | MV   | Lee Chang-Myung | 2 januari 1947       |         |     | Nordkorea | Kigwancha  |
| 2  | F    | Pak Li-Sup      | 6 januari 1944       |         |     | Nordkorea | Amrokgang  |
| 3  | F    | Shin Yung-Kyoo  | 30 mars 1942         |         |     | Nordkorea | Moranbong  |
| 4  | MF   | Kang Bong-Chil  | 7 november 1943      |         |     | Nordkorea | 8 Februari |
| 5  | F    | Lim Zoong-Sun   | 16 juli 1943         |         |     | Nordkorea | Moranbong  |
| 6  | MF   | Im Seung-Hwi    | 3 februari 1946      |         |     | Nordkorea | 8 Februari |
| 7  | A    | Pak Doo-Ik      | 17 mars 1942         |         |     | Nordkorea | Moranbong  |
| 8  | A    | Pak Seung-Zin   | 11 januari 1941      |         |     | Nordkorea | Moranbong  |
| 9  | MF   | An Se-Bok       | 29 oktober 1946      |         |     | Nordkorea | Amrokgang  |
| 10 | A    | Kang Ryong-Woon | 25 april 1942        |         |     | Nordkorea | Rodongja   |
| 11 | MF   | Han Bong-Zin    | 2 september 1945     |         |     | Nordkorea | 8 Februari |
| 12 | A    | Kim Seung-Il    | 2 september 1945     |         |     | Nordkorea | Moranbong  |
| 13 | F    | Oh Yoon-Kyung   | 6 augusti 1941       |         |     | Nordkorea | 8 August   |
| 14 | F    | Ha Jung-Won     | 20 april 1942        |         |     | Nordkorea | 8 August   |
| 15 | A    | Yang Seung-Kook | 19 augusti 1944      |         |     | Nordkorea | Kigwancha  |
| 16 | MF   | Li Dong-Woon    | 4 juli 1945          |         |     | Nordkorea | Rodongja   |
| 17 | MF   | Kim Bong-Hwan   | 4 juli 1939          |         |     | Nordkorea | Kigwancha  |
| 18 | MF   | Ke Seung-Woon   | 26 december 1943     |         |     | Nordkorea | Rodongja   |
| 19 | F    | Kim Yung-Kil    | 29 januari 1944      |         |     | Nordkorea | Rodongja   |
| 20 | F    | Ryoo Chang-Kil  | 5 november 1940      |         |     | Nordkorea | Kigwancha  |
| 21 | MV   | Lee Keun-Hak    | 7 juli 1940          |         |     | Nordkorea | Moranbong  |
| 22 | A    | Li Chi-An       | 7 juli 1945          |         |     | Nordkorea | 8 Februari |

### Sovjetunionen
Förbundskapten: Nikolai Morozov
| Nr | Pos. | Namn                  | Födelsedatum (ålder) | Matcher | Mål |               | Klubb           |
| -- | ---- | --------------------- | -------------------- | ------- | --- | ------------- | --------------- |
| 1  | MV   | Lev Jasjin            | 22 oktober 1929      | 63      |     | Sovjetunionen | Dynamo Moskva   |
| 2  | A    | Viktor Serebryanikov  | 29 mars 1940         | 7       |     | Sovjetunionen | Dynamo Kiev     |
| 3  | F    | Leonid Ostrovskiy     | 17 januari 1936      | 7       |     | Sovjetunionen | Dynamo Kiev     |
| 4  | F    | Vladimir Ponomaryov   | 18 februari 1940     | 16      |     | Sovjetunionen | CSKA Moskva     |
| 5  | MF   | Valentin Afonin       | 22 december 1939     | 10      |     | Sovjetunionen | Rostov          |
| 6  | F    | Albert Sjesternjov    | 20 juni 1941         | 28      |     | Sovjetunionen | CSKA Moskva     |
| 7  | MF   | Murtaz Churtsilava    | 5 januari 1943       | 5       |     | Sovjetunionen | Dinamo Tbilisi  |
| 8  | MF   | Jozjef Sabo           | 29 februari 1940     | 10      |     | Sovjetunionen | Dynamo Kiev     |
| 9  | F    | Viktor Getmanov       | 4 maj 1940           | 5       |     | Sovjetunionen | Rostov          |
| 10 | F    | Vasiliy Danilov       | 13 maj 1941          | 13      |     | Sovjetunionen | Zenit Leningrad |
| 11 | MF   | Igor Tjislenko        | 4 januari 1939       | 26      |     | Sovjetunionen | Dynamo Moskva   |
| 12 | MF   | Valerij Voronin       | 17 juli 1939         | 46      |     | Sovjetunionen | Torpedo Moskva  |
| 13 | F    | Alexej Kornejev       | 6 februari 1939      | 4       |     | Sovjetunionen | Spartak Moskva  |
| 14 | MF   | Georgi Sichinava      | 15 september 1944    | 5       |     | Sovjetunionen | Dinamo Tbilisi  |
| 15 | A    | Galimzyan Khusainov   | 27 juni 1937         | 26      |     | Sovjetunionen | Spartak Moskva  |
| 16 | A    | Slava Metreveli       | 30 maj 1936          | 42      |     | Sovjetunionen | Dinamo Tbilisi  |
| 17 | A    | Valerij Porkujan      | 4 oktober 1944       | 0       |     | Sovjetunionen | Dynamo Kiev     |
| 18 | A    | Anatolij Banitjevskij | 23 februari 1946     | 13      |     | Sovjetunionen | Nefttji Baku    |
| 19 | A    | Eduard Malofejev      | 2 juni 1942          | 15      |     | Sovjetunionen | Dinamo Minsk    |
| 20 | A    | Eduard Markarov       | 20 juni 1942         | 1       |     | Sovjetunionen | Nefttji Baku    |
| 21 | MV   | Anzor Kavazasjvili    | 19 juli 1940         | 9       |     | Sovjetunionen | Torpedo Moskva  |
| 22 | MV   | Viktor Bannikov       | 28 april 1938        | 7       |     | Sovjetunionen | Dynamo Kiev     |